# Čepúšky
Čepúšky jsou zrušená přírodní rezervace na rozhraní Nitranského a Trenčínského kraje na Slovensku. Nacházela se katastrálních územích obcí Prašice v okrese Topoľčany a obce Zlatníky v okrese Bánovce nad Bebravou. Území bylo vyhlášeno v roce 1988 s rozlohou 58,128 hektarů. Přírodní rezervace byla k 1. červnu 2021 zrušena a nahrazena chráněným areálem Kulháň.